# Salomonen-Dollar
Der Salomonen-Dollar ist die Währung der Salomonen. Er wurde nach der Unabhängigkeit der Salomonen 1978 eingeführt, um den australischen Dollar zu ersetzen. Auf den Münzen ist Königin Elisabeth II. eingeprägt. Der Wert des Salomonen-Dollars nahm in den letzten 30 Jahren und besonders während des Bürgerkriegs von 1999 bis 2001 stetig ab.
Den Salomonen-Dollar gibt es in Banknoten zu 2, 5, 10, 20, 40, 50 und 100 Dollar, sowie Münzen zu 5, 10, 20, 50 Cent und 1 Dollar. Die 1- und 2-Cent-Münzen sind nicht mehr im Umlauf.